# Soleichthys heterorhinos
Soleichthys heterorhinos är en fiskart som först beskrevs av Bleeker, 1856.  Soleichthys heterorhinos ingår i släktet Soleichthys och familjen tungefiskar. Inga underarter finns listade i Catalogue of Life.